# Midnight Love (canção)
"Midnight Love" é uma canção do rapper estadunidense Snoop Dogg, lançada em 1997. A faixa tem a participação de Daz Dillinger e Raphael Saadiq. Ela foi incluída a coletânea Death Row: Snoop Doggy Dogg at His Best em 2001.

## Desempenho nas paradas
| Paradas (2004-05)                              | Melhor posição |
| ---------------------------------------------- | -------------- |
| Estados Unidos (Billboard R&B/Hip-Hop Airplay) | 69             |